# Acroceratitis siamensis
Acroceratitis siamensis es una especie de insecto del género Acroceratitis de la familia Tephritidae del orden Diptera.

## Historia
Munro la describió científicamente por primera vez en el año 1935.